# Drosophila aenicta
Drosophila aenicta är en tvåvingeart som beskrevs av Elmo Hardy 1967. Drosophila aenicta ingår i släktet Drosophila och familjen daggflugor. Inga underarter finns listade i Catalogue of Life.
Artens utbredningsområde är Hawaii.